# Steve Barker
Steve Barker (* 4. April 1971 in Blackpool) ist ein britischer Regisseur und Drehbuchautor.
2000 schrieb er das Buch für den Kurzfilm Magic Hour, in dem John Simm zu sehen ist und bei dem Barker auch Regie führte. 2007 hatte Barker mit Outpost sein Spielfilmdebüt als Regisseur; vor der Kamera standen Ray Stevenson und Richard Brake.

## Filmografie
- 2002: Magic Hour (Kurzfilm, Drehbuch und Regie)
- 2008: Outpost – Zum Kämpfen geboren (Regie)
- 2012: Outpost 2: Black Sun (Drehbuch und Regie)
- 2015: The Rezort (Regie)